# 松潘乌头
松潘乌头（学名：Aconitum sungpanense），为毛茛科乌头属下的一个种。其种加词sungpanense，意为“松潘的”。